# 中国漕运博物馆

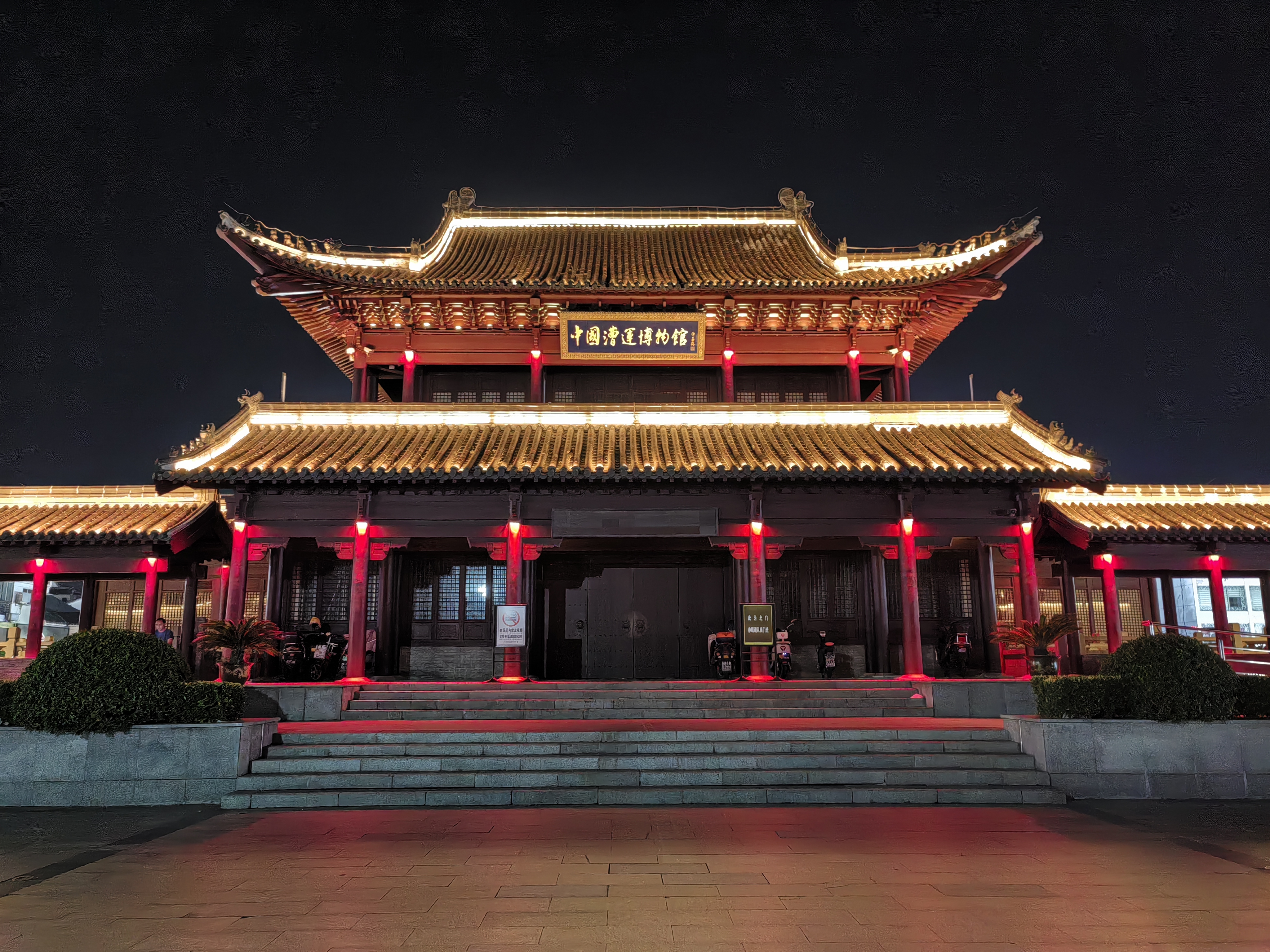
中国漕运博物馆

中国漕运博物馆是一座位于江苏淮安市淮安区的博物馆，也是中国首座漕运相关博物馆。

## 历史
2008年开工建设，2011年5月1日建成开馆，位于江苏省淮安市淮安区漕运广场总督漕运公署遗址内。由东南大学建筑学院设计，许嘉璐题写馆名，总建筑面积8,680平方米，共有五个展厅，展厅面积6,000平方米。2012年被评为国家4A级旅游景区。

## 营业时间
- 周二至周日：上午八点半至下午五点半
- 周一闭馆